# Claoxylon nigtanig
Claoxylon nigtanig är en törelväxtart som beskrevs av Airy Shaw. Claoxylon nigtanig ingår i släktet Claoxylon och familjen törelväxter. Inga underarter finns listade i Catalogue of Life.